# 千代翔馬富士雄
千代翔馬 富士雄（ちよしょうま ふじお、1991年7月20日 - ）は、モンゴル国ウランバートル市出身で、九重部屋所属の現役大相撲力士。本名は石橋 翔馬（いしばし しょうま）。帰化前はガンバータル・ムンクサイハン（モンゴル語キリル文字表記：Ганбаатарын Мөнхсайхан）。身長184cm、体重139kg。血液型はO型。最高位は西前頭2枚目（2017年5月場所、2025年3月場所）。得意手は押し、左四つ、寄り、投げ。愛称は、ムンク、サイハン。

## 来歴
父親はモンゴル相撲の大関。子供の頃はどこへ行くにも父親がそばにいたというが、そんな父には柔道や相撲の練習にばかり連れて行かれたという。さらに自身と朝青龍の父親同士が知り合いという関係もあって、いずれ角界入りしようという気持ちもあった。地元にやってきた13代九重（元横綱・千代の富士）の紹介によって下積みとして明徳義塾高校へ留学。同高校を2年で中退して2009年7月場所に初土俵。同期生として碧山がおり、2人は相撲教習所の卒業同期でもある。入門当初は87kgという軽量であったため、本人曰く本当にやっていけるかどうか心配だったといい、実際入門当初は体がある程度できあがっていた碧山に全く歯が立たなかった。それでもモンゴル相撲の大関として人気を集めていた父親のことを考えると途中で諦めたら恥ずかしいと思い、相撲に打ち込んだという。初土俵から三段目までは四股名をモンゴルを象徴する馬に因んだ翔馬と名乗っていた。新三段目となる2010年7月場所からは千代翔馬を名乗るようになり、そこから1年余りかけて初めて幕下に昇進。それから2012年9月場所までは幕下と三段目を往復する状況であったが、翌11月場所から幕下に定着。幕下に定着する前までは同部屋・同い年の千代皇や千代丸に水をあけられて悔しい思いをしたといい、これをバネに稽古に打ち込んだという。2013年11月場所を東幕下40枚目での5勝2敗、翌2014年1月場所を東幕下25枚目での4勝3敗としたことで続く2014年3月場所は最高位を西幕下18枚目まで更新。さらに2015年11月場所では西幕下3枚目の位置にまで進み、6勝1敗と大きく勝ち越して、2016年1月場所で十両昇進を果たした。西十両12枚目に名を連ねて臨んだ同場所では、8勝7敗と見事に勝ち越し。十両では3場所目の同年5月場所で負け越したものの、4場所で通過となった。
2016年9月場所で新入幕。7月31日に13代九重が死去し、20代佐ノ山だった元大関千代大海が14代九重を襲名し新師匠となって初の入幕力士である。新入幕の昇進会見では「うれしいですね。先代の相撲を毎日、映像で見て勉強していた。」と喜びを語った。この場所は12日目に勝ち越しを確定させたが、残りを3連敗して8勝7敗で場所を終えた。11月場所は10日目から給金相撲を4連続で落としたものの14日目に勝ち越し、千秋楽も勝って9勝6敗として2場所連続幕内勝ち越しとなった。2017年1月場所は14日目から給金相撲を懸けたが千秋楽まで2連敗して7勝8敗と3場所振りに負け越してしまった。翌3月場所は11日目を終えて8勝3敗と平幕で3番目に早く勝ち越し、優勝争いに参加する活躍を遂げたが。だが12日目に4敗目を喫して優勝争いから脱落、その後失速して9勝6敗に終わった。4月の春巡業では3日目の加東場所で逸ノ城に投げられた際に負傷、そのまま巡業を離脱して帰郷。初の上位総当たり戦となる5月場所は10日目に負け越しを喫するなど上位の壁に阻まれ、最終的に5勝10敗となり三役昇進はならなかった。当場所5日目の稀勢の里戦で敗れた際には「横綱が若い衆と遊んでいるみたいでしたね。力をつけてまた対戦したい。」と取組の感想などについてコメントした。5月場所で前頭5枚目前後の地位に上がる星の力士が少なかったため、7月場所は幸運にも2枚半減の東前頭5枚目で踏みとどまった。しかし運が悪いことにこの7月場所は上位陣の休場が相次いでいたため8日目から2横綱2大関と対戦する羽目になった。結局大関・横綱との対戦では9日目の豪栄道に勝ったのみで、最終成績は5勝10敗に終わった。東前頭8枚目で迎えた翌9月場所でも序盤から星が伸びず、11日目の豪風戦で敗れて4勝7敗と追い込まれたが、その後を4連勝して8勝7敗と勝ち越した。10月28日の秋巡業広島場所では日馬富士に、29日の福山場所では白鵬に、それぞれ、立合い確認の相手に指名される経験をした。翌11月場所は東前頭6枚目で迎えたが、9日目の北勝富士戦で3度に亘って立合いが不成立となった挙句、最初の不成立の際に北勝富士を突き飛ばす仕草を見せ、取組後に審判部副部長の藤島（元大関・武双山）から口頭注意を受けた。同場所は7勝7敗同士の取組となった千秋楽の安美錦戦に敗れて負け越し。2018年1月場所は序盤から白星を先行させたものの、11日目から5連敗と失速して6勝9敗の負け越し。翌3月場所は8場所ぶりに幕内の二けたの番付となったが、足を痛めた影響で本来の相撲が取れず、序盤は1勝5敗と大きく黒星を先行させた。しかし中盤から足の状態が良くなるにつれて調子を上げ、10日目からは6連勝をするなど先場所とは対照的な成績で9勝6敗と勝ち越した。9月場所は足の怪我の状態があまり良くなっていない中で東前頭15枚目の地位の力士として土俵に上がった。場所中に右足裏裂傷を負ったが、13日目に勝ち越しを決めて幕内残留を確定させた。しかし残りの2番は両方黒星で、8勝7敗に終わっている。2018年12月25日、モンゴル出身の女性と結婚。2019年3月場所9日目の嘉風戦では自身の頭突きが嘉風の顔面に当たって嘉風が鼻血を出して大流血するも、ひるまず攻める嘉風の引き落としに敗れた。場所成績を7勝8敗とし、幕内最下位で負け越したため十両陥落は確定と思われたが、翌5月場所は据え置きとなる東前頭17枚目の地位を与えられた。5月場所では5勝10敗と負け越し、十両陥落となった。2023年3月場所は東前頭16枚目と負け越せば2度目の十両陥落が見える地位となったが、幕内では自己最速となる11日目に勝ち越しを決めた。
2024年5月22日、日本国籍の取得が認められ、同日付の官報で告示された。日本名は知人の姓をもらい「石橋 翔馬」となった。
2024年11月場所では好調で、東前頭14枚目で14日目に宝富士を破って自身初の幕内2桁勝利を達成した。千秋楽も宇良に勝って11勝4敗の好成績を挙げた。翌2025年1月場所では金峰山とともに初日から7連勝し9日目に自身最速の勝ち越し。優勝争いに絡んだものの、後半大きく崩れて9勝6敗に終わった。3月場所では自己最高位タイの西前頭2枚目まで番付を上げた。この場所は金星をあげるも6勝9敗で負け越し。続く5月場所は4勝11敗で大敗。7月場所は
初日から11連敗し、12日目で白星をあげるも、それからも勝利できずに1勝14敗で大敗となってしまった。(休場した力士を除くと幕内最下位成績)

## 人物
新入幕を果たした際には、14代九重が「先代が一番よく褒めた関取なんです。珍しくね。うちの関取衆は誰ひとり褒められてないから。『一番稽古するのは千代翔馬だ』と、それは若い衆の頃から言われていました。気迫を前面に出して、なかなか相撲っぷりもいいし、先代が手塩にかけて育てたと言えます」「稽古量のわりには出世に時間が掛かったけれど、先代の相撲を毎日ビデオで見ていたのは、彼しかいない。素直で研究熱心で、前の晩に見た相撲を翌日の稽古場で試すんです。先に先に動く頭のいい子でもある」と評した。一方で「課題としては、冷静さがないんですよね。初日から3連敗するとか、気迫が前面に出過ぎる。先代が『頭を使って相撲を取れ』と言ったのは、そういうこともあるんだと思う。気持ちで相手に勝れば、相撲に勝てると思ってしまうタイプでね」と弱点も語った。当時メディアでも「先代九重親方の秘蔵っ子」と評された。
好きな歌手は吉幾三。好物は肉。

## エピソード
- 2017年夏巡業中、日刊スポーツの絵日記企画で、絵が苦手ながらもオオカミを描いた。モンゴルでは縁起が良い動物である。「モンゴルではオオカミの足首の骨とかをお守りにして持つんです。自分も持ってます。実家には毛皮もありますよ」と千代翔馬は記者に教えた[25]。
- 2018年7月場所には緑の地にライオンの描かれた染め抜きで場所入りした[26]。
- 2019年1月場所には夕日と山を背景に平野をウマが走る様子が描かれた化粧廻しで幕内土俵入りを行った[27]。
- 2019年5月10日、フランク・ミュラーと加賀友禅のコラボレーション作品として製作された特製の染め抜きを贈呈された。2019年5月のレートでは、加賀友禅は高価なものは1着1000万円程度になるという[28]。
- 同じモンゴル出身の荒鷲とは風貌・体格が酷似している[29]。『相撲』2019年5月号[30]および同号付録の全相撲人写真名鑑[31]では千代翔馬の項に誤って荒鷲の写真が掲載され、翌6月号にて訂正記事および本来の千代翔馬の写真が掲載された[32]。
- 2020年6月に公開された相撲協会公式YouTubeチャンネルの動画ではステイホーム中の過ごし方として昼寝、携帯ゲーム、音楽の本を読むことを挙げていた[33]。
- 新型コロナウイルス集団感染に見舞われた際は自宅隔離を経験したが、保健所から食事が足りなければ料理や材料を送ろうかと申し出られ、日本の凄さに驚嘆するばかりであったという[34]。
- 2022年1月場所の千秋楽の三役揃い踏みでは、千代翔馬の四股のタイミングが大きくずれたことに対してABEMA大相撲中継のコメント欄からツッコミの声が続出した[35]。

## 取り口
入門当初お体重は87kgであった。その体重ゆえ圧力に欠けるため、投げ主体の相撲を取り、引き技も多用していた。
当初から投げが得意で、取り分け、上手投げが強みだが、幕下に定着する前まではまともな寄りや押しに屈する場面が多かった。
幕下に定着するようになって、120kgに迫る体格を手に入れてからは、引き技が影を潜め、代わりに、廻しを引いてのしぶとさが活きるようになった。組む際に両廻しを取ると、特に強い。
2014年1月場所後の稽古場では、廻しの引き付けを活かし、体重180kgの千代丸に勝つことがあった。稽古場で強い反面、本場所に弱いとされ、部屋の弟弟子である千代大龍が不思議がっている様子が伝えられたこともある。新十両会見では13代九重親方から「まあ、しょせん無理だろうけど」と釘を刺されたものの「（九重）親方みたいに前まわしを取って攻める相撲を取りたい。」と取り口についての抱負を語った。
新入幕を果たした頃の相撲ぶりについては、2016年9月場所前の座談会で35代木村庄之助が、「この力士も投げばかりという感じだね」と評した。阿武松からは2016年9月場所後の座談会において「もっと上にいこうと思うなら、変化を減らして、踏み込んで上手を早く取る相撲を目指してほしいです。」と思わぬ注文を付けられた。
2017年3月場所6日目の取組後には「立ち合いだけしっかり当たって、あとは体に任せる。当たりが悪いと軽いし、何もできない」と自身の相撲ぶりについて語った。入幕してからも引き技が強く、前年の2016年11月場所は、勝った9番中4番が、叩き込みによる白星であった。2017年3月場所6日目に北勝富士を叩き込みで破った際にも「立ち合いだけしっかり決めて、あとは流れに任せようとした。」と、あたかも引き技を前提としているかのようにコメントした。
2018年3月場所前の寸評では、しぶとさと思い切りの良さで動きながら勝つ相撲を取りつつも、自ら「自分の持ち味がない」と、自分の張り差しも武器だが、2019年5月場所9日目の佐田の海戦のように露骨に諸手突きで対処されて負けた相撲など、あまりに多用して相撲を覚えられてしまうケースもある。

## 主な成績
2025年7月場所終了現在

### 連勝記録

#### 幕内の連勝記録
最多連勝記録は、14連勝。
| 自身の順位 | 連勝数 | 期間                                     | 止めた力士 | 止めた力士の番付 | 備考 |
| ---------- | ------ | ---------------------------------------- | ---------- | ---------------- | ---- |
| 1          | 14     | 2024年11月場所9日目 - 2025年1月場所7日目 | 宝富士     | 西前頭8枚目      |      |

### 通算成績
- 通算成績：550勝544敗20休（95場所）
- 幕内成績：266勝329敗20休（41場所）

### 各段優勝
- 幕下優勝：1回（2015年9月場所）

### 三賞・金星
- 金星：1個
  - 豊昇龍：1個（2025年3月場所）

### 場所別成績
| | 一月場所 初場所（東京）  | 三月場所 春場所（大阪） | 五月場所 夏場所（東京） | 七月場所 名古屋場所（愛知） | 九月場所 秋場所（東京） | 十一月場所 九州場所（福岡） |
| --- | ------------------------ | ----------------------- | ----------------------- | --------------------------- | ----------------------- | --------------------------- |
| 2009年 （平成21年） | x                        | x                       | x                       | （前相撲）                  | 東序ノ口31枚目 6–1      | 東序二段65枚目 3–4          |
| 2010年 （平成22年） | 西序二段92枚目 5–2       | 東序二段42枚目 4–3      | 東序二段17枚目 4–3      | 東三段目100枚目 4–3         | 東三段目80枚目 2–5      | 東序二段6枚目 5–2           |
| 2011年 （平成23年） | 西三段目72枚目 4–3       | 八百長問題 により中止   | 東三段目55枚目 5–2      | 東三段目13枚目 5–2          | 東幕下56枚目 3–4        | 西三段目8枚目 3–4           |
| 2012年 （平成24年） | 東三段目23枚目 6–1       | 西幕下44枚目 2–5        | 西三段目8枚目 5–2       | 西幕下48枚目 2–5            | 西三段目11枚目 5–2      | 西幕下49枚目 5–2            |
| 2013年 （平成25年） | 西幕下34枚目 3–4         | 東幕下41枚目 4–3        | 東幕下32枚目 4–3        | 東幕下25枚目 3–4            | 西幕下33枚目 3–4        | 東幕下40枚目 5–2            |
| 2014年 （平成26年） | 東幕下25枚目 5–2         | 西幕下18枚目 5–2        | 東幕下10枚目 4–3        | 東幕下8枚目 3–4             | 東幕下13枚目 4–3        | 西幕下11枚目 3–4            |
| 2015年 （平成27年） | 西幕下16枚目 2–5         | 西幕下30枚目 5–2        | 西幕下20枚目 4–3        | 西幕下15枚目 4–3            | 東幕下11枚目 優勝 6–1   | 西幕下3枚目 6–1             |
| 2016年 （平成28年） | 西十両12枚目 8–7         | 東十両10枚目 11–4       | 西十両2枚目 7–8         | 西十両3枚目 9–6             | 西前頭12枚目 8–7        | 東前頭10枚目 9–6            |
| 2017年 （平成29年） | 東前頭6枚目 7–8          | 西前頭7枚目 9–6         | 西前頭2枚目 5–10        | 東前頭5枚目 5–10            | 東前頭8枚目 8–7         | 東前頭6枚目 7–8             |
| 2018年 （平成30年） | 東前頭7枚目 6–9          | 東前頭10枚目 9–6        | 東前頭6枚目 6–9         | 東前頭8枚目 4–11            | 東前頭15枚目 8–7        | 東前頭14枚目 7–8            |
| 2019年 （平成31年 /令和元年） | 西前頭14枚目 6–9         | 東前頭17枚目 7–8        | 東前頭17枚目 5–10       | 東十両3枚目 8–7             | 西十両2枚目 7–8         | 西十両3枚目 8–7             |
| 2020年 （令和2年） | 西十両筆頭 7–8           | 東十両2枚目 8–7         | 感染症拡大 により中止   | 西十両筆頭 6–9              | 東十両4枚目 9–6         | 東前頭16枚目 8–7            |
| 2021年 （令和3年） | 東前頭13枚目 休場 0–0–15 | 西前頭13枚目 8–7        | 西前頭11枚目 8–7        | 西前頭7枚目 8–7             | 東前頭5枚目 5–10        | 西前頭7枚目 8–7             |
| 2022年 （令和4年） | 西前頭5枚目 4–11         | 東前頭8枚目 5–10        | 西前頭11枚目 6–9        | 西前頭13枚目 7–8            | 東前頭14枚目 9–6        | 西前頭10枚目 7–8            |
| 2023年 （令和5年） | 東前頭11枚目 5–10        | 東前頭16枚目 9–6        | 東前頭13枚目 8–7        | 東前頭12枚目 6–9            | 西前頭15枚目 3–12       | 東十両6枚目 8–7             |
| 2024年 （令和6年） | 東十両5枚目 7–8          | 西十両6枚目 9–6         | 西十両3枚目 12–3        | 東前頭15枚目 5–5–5          | 東十両筆頭 10–5         | 東前頭14枚目 11–4           |
| 2025年 （令和7年） | 西前頭5枚目 9–6          | 西前頭2枚目 6–9 ★       | 西前頭5枚目 4–11        | 西前頭9枚目 1–14            | x                       | x                           |
| 各欄の数字は、「勝ち-負け-休場」を示す。 優勝 引退 休場 十両 幕下 三賞：敢=敢闘賞、殊=殊勲賞、技=技能賞 その他：★=金星 番付階級：幕内 - 十両 - 幕下 - 三段目 - 序二段 - 序ノ口 幕内序列：横綱 - 大関 - 関脇 - 小結 - 前頭（「#数字」は各位内の序列） |                          |                         |                         |                             |                         |                             |

## 合い口
2025年7月場所終了現在
（以下は最高位が横綱・大関の現役力士）
- 横綱・豊昇龍には3勝3敗。豊昇龍の大関在位中は1敗。豊昇龍の横綱昇進後は1勝。2025年3月場所5日目で自身初金星を獲得したが、これは豊昇龍にとっても初めての金星配給だった。
- 大関・琴櫻には1勝7敗。琴櫻の大関昇進後は1敗。
- 大関・大の里には2敗。
- 元大関・髙安には3勝8敗。髙安の大関在位中は1敗。
- 元大関・朝乃山には3敗。朝乃山の大関在位中は対戦なし。
- 元大関・正代には1勝8敗。正代の大関在位中は2敗。
- 元大関・御嶽海には1勝。御嶽海の大関在位中は対戦なし。
- 元大関・霧島には4敗。霧島が大関在位中は対戦なし。

引退力士（横綱・大関）
- 元横綱・白鵬には2敗。
- 元横綱・日馬富士には2敗。
- 元横綱・稀勢の里には1敗。
- 元横綱・照ノ富士には2敗。照ノ富士の大関在位中は1敗。横綱昇進後も1敗。
- 元大関・琴奨菊には1勝2敗。琴奨菊の大関陥落後の対戦成績である。
- 元大関・豪栄道には1勝1敗。
- 元大関・栃ノ心には5勝4敗。栃ノ心の大関在位中は対戦なし。
- 元大関・貴景勝には4敗。貴景勝の大関昇進前の対戦成績である。

### 幕内対戦成績
| 力士名   | 勝数 | 負数 | 力士名 | 勝数 | 負数 | 力士名   | 勝数 | 負数 | 力士名   | 勝数 | 負数 |
| -------- | ---- | ---- | ------ | ---- | ---- | -------- | ---- | ---- | -------- | ---- | ---- |
| 碧山     | 10   | 7    | 安青錦 | 0    | 1    | 明瀬山   | 2    | 0    | 天空海   | 2    | 0    |
| 朝紅龍   | 1    | 1    | 朝乃山 | 0    | 3    | 東龍     | 1    | 2    | 熱海富士 | 1    | 2    |
| 阿炎     | 3    | 3    | 天風   | 1    | 0    | 安美錦   | 1    | 1    | 荒鷲     | 3    | 2    |
| 勢       | 3    | 6    | 石浦   | 5    | 6    | 逸ノ城   | 5    | 1    | 一山本   | 3    | 6    |
| 宇良     | 2    | 9    | 遠藤   | 7    | 8    | 炎鵬     | 1    | 1    | 欧勝馬   | 0    | 1    |
| 阿武剋   | 1    | 1    | 阿武咲 | 5    | 5    | 王鵬     | 1    | 3    | 大の里   | 0    | 2    |
| 隠岐の海 | 8    | 8(1) | 魁聖   | 3    | 4    | 輝       | 9    | 11   | 嘉陽     | 1    | 0    |
| 稀勢の里 | 0    | 1    | 旭秀鵬 | 1    | 1    | 旭大星   | 1    | 0    | 霧島     | 0    | 4    |
| 金峰山   | 3    | 2    | 豪栄道 | 1    | 1    | 荒篤山   | 1    | 0    | 豪ノ山   | 2    | 2    |
| 琴栄峰   | 0    | 1    | 琴恵光 | 3    | 12   | 琴櫻     | 1    | 7    | 琴奨菊   | 1    | 2    |
| 琴勝峰   | 3    | 4    | 琴勇輝 | 4    | 3    | 佐田の海 | 8    | 8    | 獅司     | 1    | 1    |
| 志摩ノ海 | 6    | 3    | 正代   | 1    | 8    | 湘南乃海 | 3    | 0    | 松鳳山   | 1    | 3    |
| 蒼国来   | 2    | 2    | 大奄美 | 4    | 0    | 大栄翔   | 5    | 8    | 大翔鵬   | 4    | 2    |
| 大翔丸   | 8    | 3    | 貴景勝 | 0    | 4    | 貴ノ岩   | 2    | 4    | 隆の勝   | 5    | 6    |
| 髙安     | 3    | 8    | 宝富士 | 12   | 10   | 豪風     | 5    | 1    | 尊富士   | 0    | 2    |
| 玉鷲     | 2    | 7    | 美ノ海 | 2    | 1    | 剣翔     | 5    | 4    | 照強     | 8    | 4    |
| 照ノ富士 | 0    | 2    | 時疾風 | 1    | 1    | 德勝龍   | 4    | 2    | 栃煌山   | 0    | 7    |
| 栃ノ心   | 5    | 4    | 翔猿   | 1    | 7    | 友風     | 1    | 1    | 豊響     | 3    | 0    |
| 錦木     | 7    | 3    | 錦富士 | 3    | 3    | 伯桜鵬   | 0    | 1    | 白鵬     | 0    | 2    |
| 日馬富士 | 0    | 2    | 英乃海 | 1    | 4    | 平戸海   | 2    | 4    | 武将山   | 0    | 1    |
| 豊昇龍   | 3    | 3    | 北青鵬 | 1    | 1    | 北勝富士 | 3    | 8    | 御嶽海   | 1    | 0    |
| 水戸龍   | 4    | 0    | 翠富士 | 2    | 3    | 妙義龍   | 8    | 8    | 明生     | 1    | 7    |
| 矢後     | 0    | 2    | 豊山   | 6    | 8    | 嘉風     | 2    | 6    | 竜電     | 7    | 3    |
| 狼雅     | 1(1) | 1    | 若隆景 | 0    | 3    | 若元春   | 0    | 3    |          |      |      |

## 改名歴
- 翔馬 富士男（しょうま ふじお）2009年5月場所 - 2010年5月場所
- 千代翔馬 富士雄（ちよしょうま ふじお）2010年7月場所[45] -